# Liste du patrimoine immobilier de la Gaspésie–Îles-de-la-Madeleine
Cette liste recense les biens du patrimoine immobilier de la Gaspésie–Îles-de-la-Madeleine inscrits au répertoire du patrimoine culturel du Québec. Cette liste est divisée par municipalité régionale de comté géographique.

## Avignon
| Bien patrimonial                       | Illustration               | Municipalité      | Adresse                          | Coordonnées                         | No     | Constr.     | Catégorie                   | Rec. | Notes |
| -------------------------------------- | -------------------------- | ----------------- | -------------------------------- | ----------------------------------- | ------ | ----------- | --------------------------- | ---- | ----- |
| Église de Saint-Joseph                 | Carleton-sur-Mer           | Carleton-sur-Mer  | boulevard Perron                 | 48° 06′ 06″ nord, 66° 06′ 33″ ouest | 108693 | 1854        | Immeuble patrimonial cité   | 2006 |       |
| Site du Mont-Saint-Joseph              | Carleton-sur-Mer           | Carleton-sur-Mer  | Rue de la Montagne               | 48° 08′ 04″ nord, 66° 06′ 55″ ouest | 97608  |             | Site patrimonial cité       | 2003 |       |
| Site patrimonial de la Cabane-à-Eudore | Image manquante Téléverser | Carleton-sur-Mer  |                                  | 48° 05′ 42″ nord, 66° 07′ 29″ ouest | 116414 |             | Site patrimonial cité       | 2008 |       |
| Ancien presbytère de Saint-Laurent     | Matapédia                  | Matapédia         | 3, rue du Carillon               | 47° 58′ 29″ nord, 66° 57′ 12″ ouest | 93548  | 1903        | Immeuble patrimonial cité   | 2005 |       |
| Église de Saint-Laurent                | Matapédia                  | Matapédia         | Rue du Carillon                  | 47° 58′ 27″ nord, 66° 57′ 12″ ouest | 93547  | 1903        | Immeuble patrimonial cité   | 2005 |       |
| Maison Busteed                         | Pointe-à-la-Croix          | Pointe-à-la-Croix | 101, chemin de Bordeaux          | 48° 00′ 42″ nord, 66° 44′ 17″ ouest | 92519  | 1800 (vers) | Immeuble patrimonial classé | 1987 | [ 2 ] |
| Maison Young                           | Pointe-à-la-Croix          | Pointe-à-la-Croix | 1830, boulevard Inter-Provincial | 48° 01′ 59″ nord, 66° 42′ 11″ ouest | 182277 | 1830        | Immeuble patrimonial cité   | 2011 |       |

## Bonaventure
| Bien patrimonial                                  | Illustration               | Municipalité | Adresse                              | Coordonnées                         | No     | Constr.              | Catégorie                                                | Rec.      | Notes |
| ------------------------------------------------- | -------------------------- | ------------ | ------------------------------------ | ----------------------------------- | ------ | -------------------- | -------------------------------------------------------- | --------- | ----- |
| Site patrimonial de l'Église-de-Saint-Bonaventure | Bonaventure                | Bonaventure  | Avenue de Grand-Pré                  | 48° 02′ 42″ nord, 65° 29′ 31″ ouest | 93374  |                      | Site patrimonial cité                                    | 2003      |       |
| La Neigière                                       | Image manquante Téléverser | Caplan       |                                      | 48° 06′ 51″ nord, 65° 44′ 05″ ouest | 105888 |                      | Immeuble patrimonial cité                                | 2006      |       |
| Maison Hamilton                                   | New Carlisle               | New Carlisle | 115, boulevard Gérard-D.-Levesque    | 48° 00′ 37″ nord, 65° 19′ 27″ ouest | 171653 | 1852 (vers)          | Immeuble patrimonial cité                                | 2009      |       |
| Maison Kempffer                                   | New Carlisle               | New Carlisle | 125, boulevard Gérard-D.-Levesque    | 48° 00′ 36″ nord, 65° 19′ 35″ ouest | 192037 | 1868                 | Immeuble patrimonial cité                                | 2009      |       |
| Maison René-Lévesque                              | Image manquante Téléverser | New Carlisle | 16, rue de Mountsorrel               | 48° 00′ 29″ nord, 65° 19′ 42″ ouest | 92695  | 1905                 | Immeuble patrimonial classé Immeuble patrimonial reconnu | 2012 1995 |       |
| Maison Thompson                                   | Image manquante Téléverser | New Carlisle | 105, boulevard Gérard-D.-Levesque    | 48° 00′ 42″ nord, 65° 19′ 18″ ouest | 192038 | 1838                 | Immeuble patrimonial cité                                | 2009      |       |
| Magasin général J.-A.-Gendron                     | Image manquante Téléverser | New Richmond | 347, boulevard Perron Ouest          | 48° 10′ 58″ nord, 65° 53′ 24″ ouest | 92632  | 1890 et 1917 (entre) | Immeuble patrimonial classé                              | 1981      | [ 3 ] |
| Pont de Saint-Edgar                               | New Richmond               | New Richmond | Avenue des Ponts                     | 48° 14′ 15″ nord, 65° 43′ 32″ ouest | 93376  | 1938                 | Immeuble patrimonial classé Immeuble patrimonial cité    | 2009 2003 |       |
| Site du patrimoine de New Richmond                | New Richmond               | New Richmond | Rue de Dartmouth                     | 48° 09′ 43″ nord, 65° 51′ 36″ ouest | 108655 |                      | Site patrimonial cité                                    | 2006      |       |
| Village gaspésien de l'Héritage britannique       | Image manquante Téléverser | New Richmond | 351, boulevard Perron Ouest          | 48° 10′ 58″ nord, 65° 53′ 26″ ouest | 93461  |                      | Site patrimonial cité                                    | 2002      |       |
| Ancien couvent Notre-Dame                         | Image manquante Téléverser | Paspébiac    | 5, boulevard Gérard-D.-Levesque Est  | 48° 01′ 46″ nord, 65° 14′ 54″ ouest | 115299 | 1940                 | Immeuble patrimonial cité                                | 2008      |       |
| Presbytère de Paspébiac                           | Image manquante Téléverser | Paspébiac    | 11, boulevard Gérard-D.-Levesque Est | 48° 01′ 47″ nord, 65° 14′ 52″ ouest | 158057 | 1929                 | Immeuble patrimonial cité                                | 2008      |       |
| Site patrimonial du Banc-de-Pêche-de-Paspébiac    | Paspébiac                  | Paspébiac    | 3e Rue                               | 48° 01′ 16″ nord, 65° 15′ 15″ ouest | 93319  |                      | Site patrimonial classé                                  | 1981      |       |
| Église de Saint-Siméon                            | Saint-Siméon               | Saint-Siméon | 106, avenue de l'Église              | 48° 04′ 17″ nord, 65° 34′ 17″ ouest | 162221 | 1914 à 1915          | Immeuble patrimonial cité                                | 2024      |       |

## La Côte-de-Gaspé
| Bien patrimonial                         | Illustration               | Municipalité  | Adresse                          | Coordonnées                         | No     | Constr.              | Catégorie                                                | Rec.      | Notes |
| ---------------------------------------- | -------------------------- | ------------- | -------------------------------- | ----------------------------------- | ------ | -------------------- | -------------------------------------------------------- | --------- | ----- |
| Auberge Motel Caribou                    | Image manquante Téléverser | Gaspé         | 82 boulevard Renard Ouest        | 49° 00′ 10″ nord, 64° 23′ 32″ ouest | 183632 | 1865 (avant)         | Immeuble patrimonial cité                                | 2011      |       |
| Cathédrale du Christ-Roi                 | Gaspé                      | Gaspé         | Rue de la Cathédrale             | 48° 49′ 48″ nord, 64° 29′ 12″ ouest | 93235  | 1969                 | Immeuble patrimonial classé Immeuble patrimonial reconnu | 2012 2001 |       |
| Holy Name Hall                           | Image manquante Téléverser | Gaspé         |                                  | 48° 45′ 48″ nord, 64° 22′ 40″ ouest | 168462 | 1938                 | Immeuble patrimonial cité                                | 2010      |       |
| Maison William-Wakeham                   | Image manquante Téléverser | Gaspé         | 186, rue de la Reine             | 48° 49′ 39″ nord, 64° 29′ 17″ ouest | 92598  | 1880 (vers)          | Immeuble patrimonial classé                              | 1987      |       |
| Manoir Le Boutillier                     | Image manquante Téléverser | Gaspé         | 578, boulevard du Griffon        | 48° 55′ 56″ nord, 64° 18′ 06″ ouest | 92454  | 1850 et 1860 (entre) | Immeuble patrimonial classé Aire de protection délimitée | 1974 1975 |       |
| Moulin des Plourde                       | Image manquante Téléverser | Gaspé         | boulevard Renard Ouest           | 48° 59′ 45″ nord, 64° 23′ 46″ ouest | 92772  | 1909                 | Immeuble patrimonial cité                                | 1998      |       |
| Station de phare de Pointe-à-la-Renommée | Gaspé                      | Gaspé         | boulevard Renard Ouest           | 49° 07′ 04″ nord, 64° 36′ 06″ ouest | 166623 | 1907                 | Site patrimonial cité                                    | 2010      |       |
| Église de Saint-François-Xavier          | Grande-Vallée              | Grande-Vallée | 5, rue Saint-François-Xavier Est | 49° 13′ 35″ nord, 65° 07′ 25″ ouest | 162985 | 1910                 | Immeuble patrimonial cité                                | 2024      |       |
| Pont Galipeault                          | Grande-Vallée              | Grande-Vallée | rue du Vieux-Pont                | 49° 13′ 21″ nord, 65° 07′ 32″ ouest | 115400 | 1923                 | Immeuble patrimonial classé                              | 2020      |       |

## La Haute-Gaspésie
| Bien patrimonial                        | Illustration               | Municipalité          | Adresse                 | Coordonnées                         | No     | Constr.     | Catégorie                                                | Rec.      | Notes |
| --------------------------------------- | -------------------------- | --------------------- | ----------------------- | ----------------------------------- | ------ | ----------- | -------------------------------------------------------- | --------- | ----- |
| Église de Cap-Chat                      | Cap-Chat                   | Cap-Chat              | Rue Notre-Dame          | 49° 05′ 50″ nord, 66° 41′ 17″ ouest | 110644 | 1919        | Immeuble patrimonial cité                                | 2007      |       |
| Phare de La Martre                      | La Martre                  | La Martre             | 12, avenue du Phare     | 49° 12′ 22″ nord, 66° 10′ 17″ ouest | 166768 | 1906        | Immeuble patrimonial cité                                | 2013      |       |
| Église de l'Immaculée-Conception        | Marsoui                    | Marsoui               | 2, rue de l'Église      | 49° 12′ 52″ nord, 66° 04′ 09″ ouest | 163620 | 1955 à 1956 | Immeuble patrimonial cité                                | 2024      |       |
| Église Saint-Évagre                     | Image manquante Téléverser | Rivière-à-Claude      | 396, rue Principale Est | 49° 13′ 29″ nord, 65° 54′ 11″ ouest | 163627 | 1926 à 1927 | Immeuble patrimonial cité                                | 2024      |       |
| Église de Sainte-Anne-des-Monts         | Sainte-Anne-des-Monts      | Sainte-Anne-des-Monts | 1re Avenue Est          | 49° 07′ 49″ nord, 66° 29′ 12″ ouest | 108576 | 1925        | Immeuble patrimonial cité                                | 2006      |       |
| Maison Théodore-Jean-Lamontagne         | Sainte-Anne-des-Monts      | Sainte-Anne-des-Monts | 170, 1re Avenue Est     | 49° 07′ 57″ nord, 66° 28′ 25″ ouest | 92561  | 1873        | Immeuble patrimonial classé Immeuble patrimonial reconnu | 2012 1977 |       |
| Vieille prison de Sainte-Anne-des-Monts | Sainte-Anne-des-Monts      | Sainte-Anne-des-Monts | 74, 1re Avenue Ouest    | 49° 07′ 45″ nord, 66° 29′ 27″ ouest | 105557 | 1918        | Immeuble patrimonial cité                                | 2006      |       |

## Le Rocher-Percé
| Bien patrimonial                               | Illustration               | Municipalité        | Adresse                             | Coordonnées                         | No     | Constr.              | Catégorie                 | Rec. | Notes |
| ---------------------------------------------- | -------------------------- | ------------------- | ----------------------------------- | ----------------------------------- | ------ | -------------------- | ------------------------- | ---- | ----- |
| Château Dubuc                                  | Chandler                   | Chandler            | 87, rue de la Plage                 | 48° 20′ 03″ nord, 64° 41′ 15″ ouest | 212065 | 1916                 | Immeuble patrimonial cité | 2021 | ,     |
| Site archéologique de Pabos                    | Image manquante Téléverser | Chandler            | Rue de la Plage                     | 48° 19′ 32″ nord, 64° 41′ 59″ ouest | 92580  |                      | Site patrimonial classé   | 1975 |       |
| Église de L'Assomption-de-Notre-Dame           | Grande-Rivière             | Grande-Rivière      | 80, Grande Allée Est                | 48° 23′ 55″ nord, 64° 29′ 59″ ouest | 165432 | 1894                 | Immeuble patrimonial cité | 2009 |       |
| Magasin général Robin de Barachois             | Image manquante Téléverser | Percé               | 1083, route 132 Est                 | 48° 37′ 04″ nord, 64° 16′ 39″ ouest | 165762 |                      | Immeuble patrimonial cité | 2009 |       |
| Maison LeGros                                  | Image manquante Téléverser | Percé               | 41, route de la Pointe-Saint-Pierre | 48° 37′ 32″ nord, 64° 10′ 21″ ouest | 204369 | 1867 et 1900 (entre) | Immeuble patrimonial cité | 2016 |       |
| Maison Le Page                                 | Image manquante Téléverser | Percé               | 266, chemin Bougainville            | 48° 39′ 23″ nord, 64° 15′ 52″ ouest | 165762 | 1843                 | Immeuble patrimonial cité | 2007 |       |
| Site patrimonial de Percé                      | Percé                      | Percé               |                                     | 48° 31′ 17″ nord, 64° 12′ 51″ ouest | 93526  |                      | Site patrimonial déclaré  | 1973 |       |
| Ancien presbytère de Notre-Dame-du-Mont-Carmel | Image manquante Téléverser | Port-Daniel-Gascons | 1, route 132                        | 48° 11′ 00″ nord, 64° 57′ 38″ ouest | 92979  | 1914                 | Immeuble patrimonial cité | 1987 |       |
| Ancienne église anglicane Saint-Phillip        | Port-Daniel-Gascons        | Port-Daniel-Gascons | Route 132 Ouest                     | 48° 11′ 39″ nord, 64° 51′ 35″ ouest | 93416  | 1912                 | Immeuble patrimonial cité | 2000 |       |
| Site patrimonial de Port-Daniel                | Port-Daniel-Gascons        | Port-Daniel-Gascons | Route 132                           | 48° 10′ 49″ nord, 64° 58′ 07″ ouest | 93263  |                      | Site patrimonial cité     |      |       |

## Les Îles-de-la-Madeleine
| Bien patrimonial                         | Illustration               | Municipalité             | Adresse                 | Coordonnées                         | No     | Constr. | Catégorie                   | Rec. | Notes |
| ---------------------------------------- | -------------------------- | ------------------------ | ----------------------- | ----------------------------------- | ------ | ------- | --------------------------- | ---- | ----- |
| Ancienne école d'Old-Harry               | Image manquante Téléverser | Grosse-Île               | 787, chemin Principal   | 47° 34′ 27″ nord, 61° 28′ 43″ ouest | 116412 | 1922    | Immeuble patrimonial cité   | 2008 |       |
| Ancienne église Saint-Peter's-By-the-Sea | Grosse-Île                 | Grosse-Île               | Chemin Principal        | 47° 34′ 18″ nord, 61° 29′ 12″ ouest | 105704 | 1917    | Immeuble patrimonial cité   | 2008 |       |
| Phare de l'Île-Brion                     | Grosse-Île                 | Grosse-Île               |                         | 47° 47′ 05″ nord, 61° 30′ 20″ ouest | 105720 | 1905    | Immeuble patrimonial cité   | 2006 |       |
| Ancien couvent de Havre-aux-Maisons      | Les Îles-de-la-Madeleine   | Les Îles-de-la-Madeleine | 292, route 199          | 47° 23′ 54″ nord, 61° 49′ 04″ ouest | 105706 | 1918    | Immeuble patrimonial cité   | 2006 |       |
| Ancien presbytère de Havre-aux-Maisons   | Image manquante Téléverser | Les Îles-de-la-Madeleine | 288, route 199          | 47° 23′ 53″ nord, 61° 49′ 06″ ouest | 105707 |         | Immeuble patrimonial cité   | 2006 |       |
| Ancienne coopérative La Vaillante        | Image manquante Téléverser | Les Îles-de-la-Madeleine | 907, route 199          | 47° 33′ 22″ nord, 61° 33′ 39″ ouest | 233241 |         | Immeuble patrimonial cité   | 2021 |       |
| Ancienne école Saint-Joseph              | Image manquante Téléverser | Les Îles-de-la-Madeleine | 638, route 199          | 47° 24′ 20″ nord, 61° 47′ 29″ ouest | 105715 | 1906    | Immeuble patrimonial cité   | 2006 |       |
| Église All Saints                        | Les Îles-de-la-Madeleine   | Les Îles-de-la-Madeleine | Chemin School           | 47° 16′ 23″ nord, 61° 42′ 36″ ouest | 105705 | 1950    | Immeuble patrimonial cité   | 2006 |       |
| Église de Notre-Dame-de-la-Visitation    | Image manquante Téléverser | Les Îles-de-la-Madeleine | 300, chemin d'en Haut   | 47° 14′ 13″ nord, 61° 51′ 02″ ouest | 165604 | 1962    | Immeuble patrimonial cité   | 2021 |       |
| Église de Saint-André                    | Les Îles-de-la-Madeleine   | Les Îles-de-la-Madeleine | 500, chemin Principal   | 47° 22′ 30″ nord, 61° 52′ 15″ ouest | 165572 | 1967    | Immeuble patrimonial cité   | 2021 |       |
| Église de Saint-François-Xavier          | Les Îles-de-la-Madeleine   | Les Îles-de-la-Madeleine | Chemin du Bassin        | 47° 13′ 20″ nord, 61° 55′ 57″ ouest | 108168 | 1939    | Immeuble patrimonial cité   | 2006 |       |
| Église de Saint-Pierre-de-La Vernière    | Les Îles-de-la-Madeleine   | Les Îles-de-la-Madeleine | Chemin de La Vernière   | 47° 22′ 14″ nord, 61° 54′ 26″ ouest | 92760  | 1881    | Immeuble patrimonial classé | 1992 |       |
| Église Sacré-Cœur-de-Grande-Entrée       | Les Îles-de-la-Madeleine   | Les Îles-de-la-Madeleine | Chemin de l'Église      | 47° 33′ 44″ nord, 61° 31′ 28″ ouest | 105703 | 1899    | Immeuble patrimonial cité   | 2006 | [ 6 ] |
| Fumoirs de la Pointe-Basse               | Les Îles-de-la-Madeleine   | Les Îles-de-la-Madeleine | 27, chemin du Quai Nord | 47° 31′ 47″ nord, 61° 42′ 32″ ouest | 105702 | 1940    | Immeuble patrimonial cité   | 2006 |       |
| Phare de L'Anse-à-la-Cabane              | Les Îles-de-la-Madeleine   | Les Îles-de-la-Madeleine | Chemin du Phare         | 47° 12′ 45″ nord, 61° 58′ 19″ ouest | 97609  | 1871    | Immeuble patrimonial cité   | 2006 |       |
| Phare de L'Échouerie                     | Les Îles-de-la-Madeleine   | Les Îles-de-la-Madeleine | Chemin des Échoueries   | 47° 23′ 27″ nord, 61° 46′ 25″ ouest | 105719 | 1928    | Immeuble patrimonial cité   | 2006 |       |
| Phare de l'Île-d'Entrée                  | Les Îles-de-la-Madeleine   | Les Îles-de-la-Madeleine |                         | 47° 16′ 06″ nord, 61° 42′ 17″ ouest | 105717 | 1969    | Immeuble patrimonial cité   | 2006 |       |
| Phare du Borgot                          | Les Îles-de-la-Madeleine   | Les Îles-de-la-Madeleine | chemin du Phare         | 47° 23′ 05″ nord, 61° 57′ 33″ ouest | 105718 | 1987    | Immeuble patrimonial cité   | 2006 |       |
| Presbytère du Bassin                     | Image manquante Téléverser | Les Îles-de-la-Madeleine | 574, chemin du Bassin   | 47° 13′ 21″ nord, 61° 55′ 55″ ouest | 105714 | 1886    | Immeuble patrimonial cité   | 2006 |       |
| Site patrimonial de La Grave             | Les Îles-de-la-Madeleine   | Les Îles-de-la-Madeleine |                         | 47° 14′ 13″ nord, 61° 50′ 09″ ouest | 93506  |         | Site patrimonial classé     | 1983 |       |